# Groß-Gerau (huyện)
Groß-Gerau là một huyện ở phía nam của Hesse (Hessen in German), Đức. Các huyện giáp ranh là: Main-Taunus, thành phố Frankfurt, Offenbach (huyện), Darmstadt-Dieburg, Bergstraße (huyện), Alzey-Worms, Mainz-Bingen, thành phố Mainz và Wiesbaden.

## Lịch sử
Huyện được lập năm 1832. Phần phía đông được chuyển cho huyện Darmstadt-Dieburg năm 1874, và Gernsheim được đưa vào huyện.

## Địa lý
Huyện tọa lạc ở thượng lưu thung lũng sông Rhine. Sông Main tạo thành ranh giới phía bắc của huyện, sông Rhine tạo thành ranh giới phía tây. Ở phía đông là dãy núi Odenwald.
Điểm cao nhất có độ cao 145 m trên mực nước biển, tọa lạc gần Mörfelden còn điểm thấp nhất có độ cao 83,2 m và tọa lạc tại cửa sông Main đổ vào Rhine.

## Thị xã và đô thị
| Thị xã                                                                                                  | Đô thị |
| --- | --- |
| 1. Gernsheim 2. Groß-Gerau 3. Kelsterbach 4. Mörfelden-Walldorf 5. Raunheim 6. Riedstadt 7. Rüsselsheim | 1. Biebesheim 2. Bischofsheim 3. Büttelborn 4. Ginsheim-Gustavsburg 5. Nauheim 6. Stockstadt am Rhein 7. Trebur |